# Barbès – Rochechouart

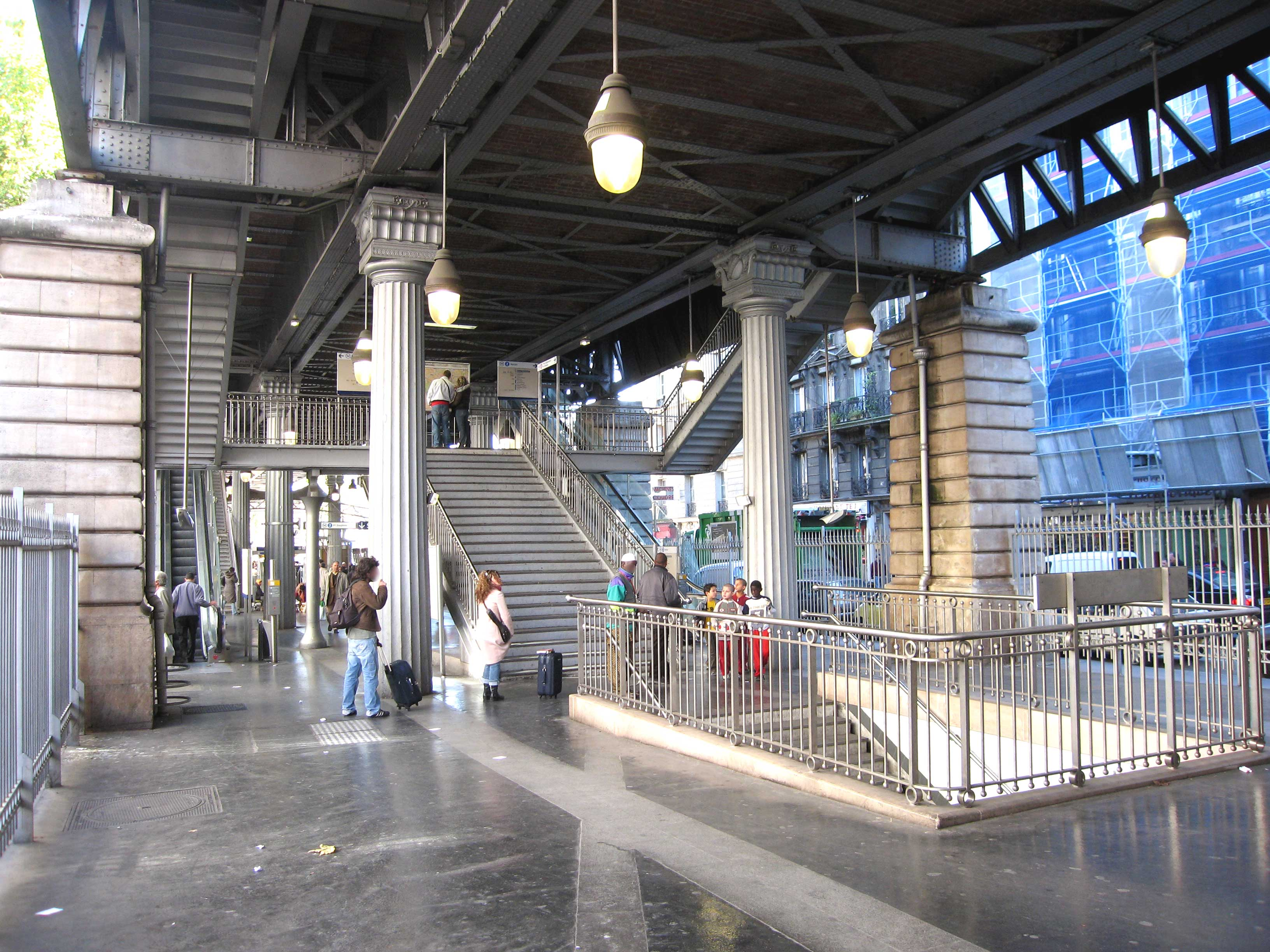
Wejście pod wiaduktem

Barbès – Rochechouart – stacja 2. i 4. linii metra  w Paryżu. Znajduje się na pograniczu 9., 10. i 18. dzielnicy Paryża.  Na linii 2 stacja została otwarta 26 marca 1903, a na linii 4 - 21 kwietnia 1908.